# Cyriocosmus fasciatus
Espèce
Synonymes
- Pseudhomoeomma fasciatum Mello-Leitão, 1930

Cyriocosmus fasciatus est une espèce d'araignées mygalomorphes de la famille des Theraphosidae.

## Distribution
Cette espèce est endémique du Brésil.

## Publication originale
- Cândido Firmino de Mello-Leitão, « Aranhas do Cuminá », Archivos do Museu Nacional do Rio de Janeiro, Rio de Janeiro, Musée national de l'université fédérale de Rio de Janeiro, vol. 32,‎ 1930, p. 51-75 (ISSN 0365-4508, OCLC 1307697).